# Girolamo Andreasi

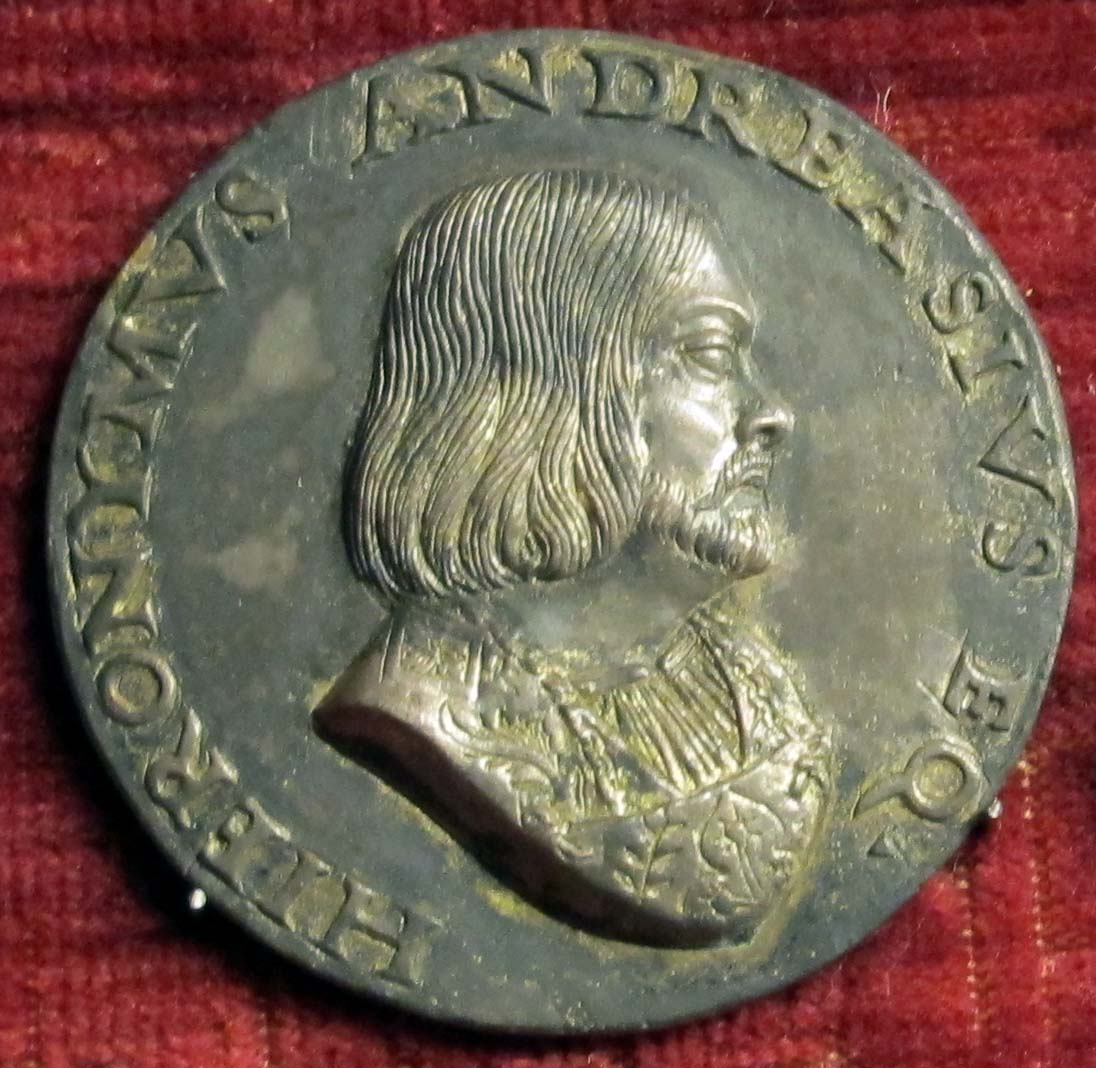
Medaglia di Girolamo Andreasi

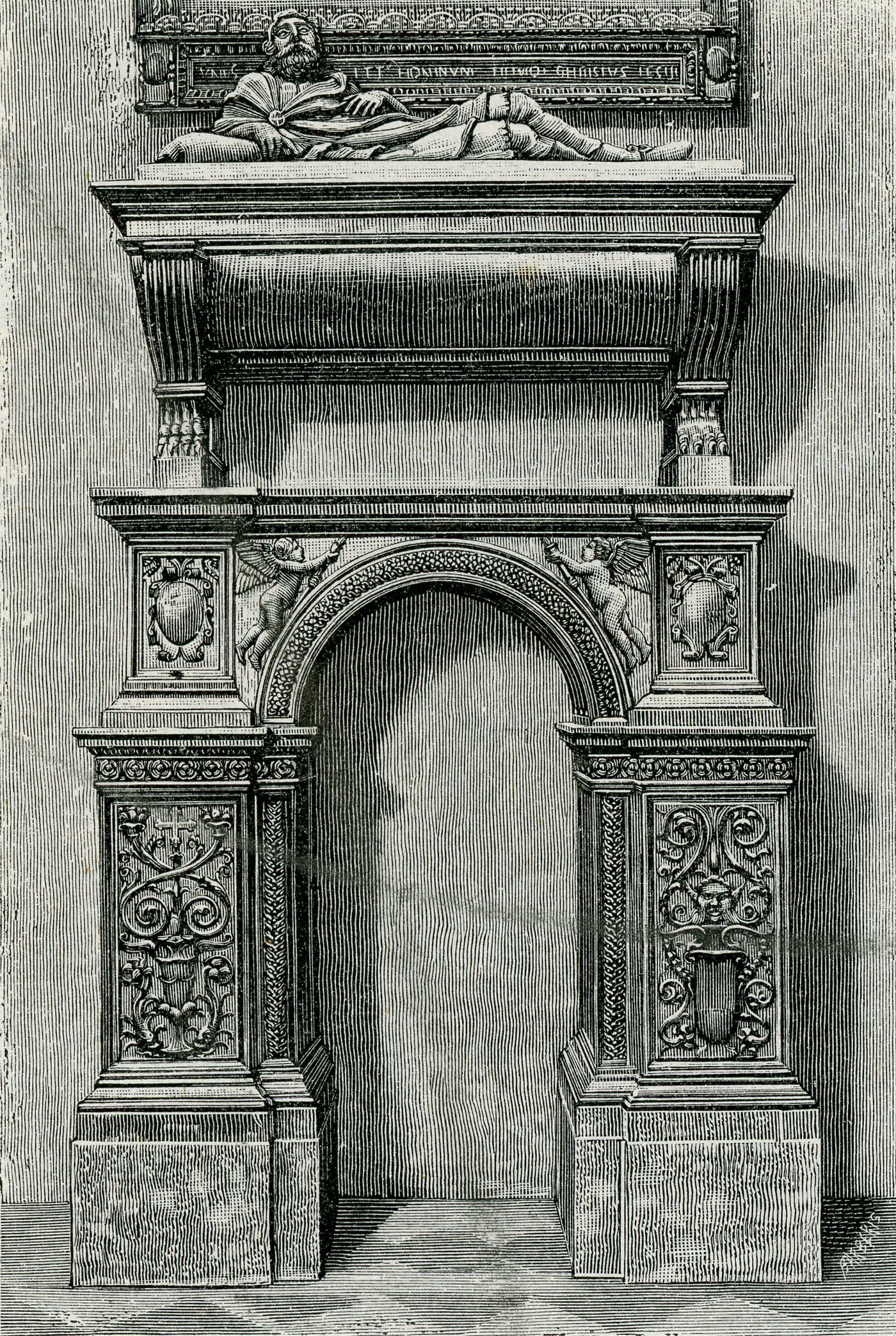
Basilica di Sant'Andrea (Mantova), Monumento funebre a Girolamo Andreasi e Ippolita Gonzaga.

Girolamo Andreasi (XV secolo – Mantova, XVI secolo) è stato un funzionario italiano.

## Biografia
Appartenne alla nobile famiglia mantovana degli Andreasi, imparentata con i Gonzaga, che diede alla dinastia numerosi funzionari e personaggi di corte. Girolamo divenne segretario della marchesa di Mantova Isabella d'Este, che accompagnò nel 1532 la nobildonna come paggio in un viaggio in Francia.
Durante il suo mandato dal 1498 al 1505, l'Andreasi venne in contatto con numerosi scultori e pittori che vendettero le loro opere per la collezione della marchesa.
Lo scultore di corte Gonzaga Gian Cristoforo Romano, realizzò tra il 1500 e il 1510 il Busto di Girolamo Andreasi in terracotta policroma, collocato nel Museo Bardini di Firenze.
È sepolto con la moglie Ippolita nella Basilica di Sant'Andrea (Mantova) in un monumento funebre a loro dedicato, attribuito a Giulio Romano.

## Discendenza
Sposò nel 1526 Ippolita Gonzaga, figlia di Marcantonio Gonzaga di Bagnolo ed ebbero un figlio, Marsilio, letterato.